# Ottersjön (Undenäs socken, Västergötland)
Ottersjön är en sjö i Karlsborgs kommun i Västergötland och ingår i Motala ströms huvudavrinningsområde. Sjön är 13 meter djup, har en yta på 0,445 kvadratkilometer och befinner sig 141,3 meter över havet.

## Delavrinningsområde
Ottersjön ingår i det delavrinningsområde (650543-142592) som SMHI kallar för Mynnar i Vättern. Medelhöjden är 160 m ö.h. och ytan är 15,56 kvadratkilometer. Det finns inga delavrinningsområden uppströms utan avrinningsområdet är högsta punkten. Vattendraget som avvattnar avrinningsområdet har biflödesordning 2, vilket innebär att vattnet flödar genom totalt 2 vattendrag innan det når havet efter 138 kilometer. Delavrinningsområdet består mestadels av skog (89 %). Avrinningsområdet har 2,64 kvadratkilometer vattenytor vilket ger avrinningsområdet en sjöprocent på 2,2 %. Bebyggelsen i området täcker en yta av 1,76 kvadratkilometer eller 1 % av avrinningsområdet.